# Khirane
Khirane (în arabă خيران) este o comună din provincia Khenchela, Algeria.
Populația comunei este de 5.752 de locuitori (2008).